# Glacier Alemania
Le glacier Alemania, également connu sous le nom de glacier Roncagli, est un glacier situé dans le parc national Alberto de Agostini, dans la région de Magallanes et de l'Antarctique chilien, au Chili. L'avancée de l'un de ses lobes bloque le drainage de rivières environnantes, formant le lac Martinic.
Il a été nommé Roncagli en l'honneur de l’officier de Marine et hydrographe italien Giovanni Roncagli.